# Otto-Suhr-Institut

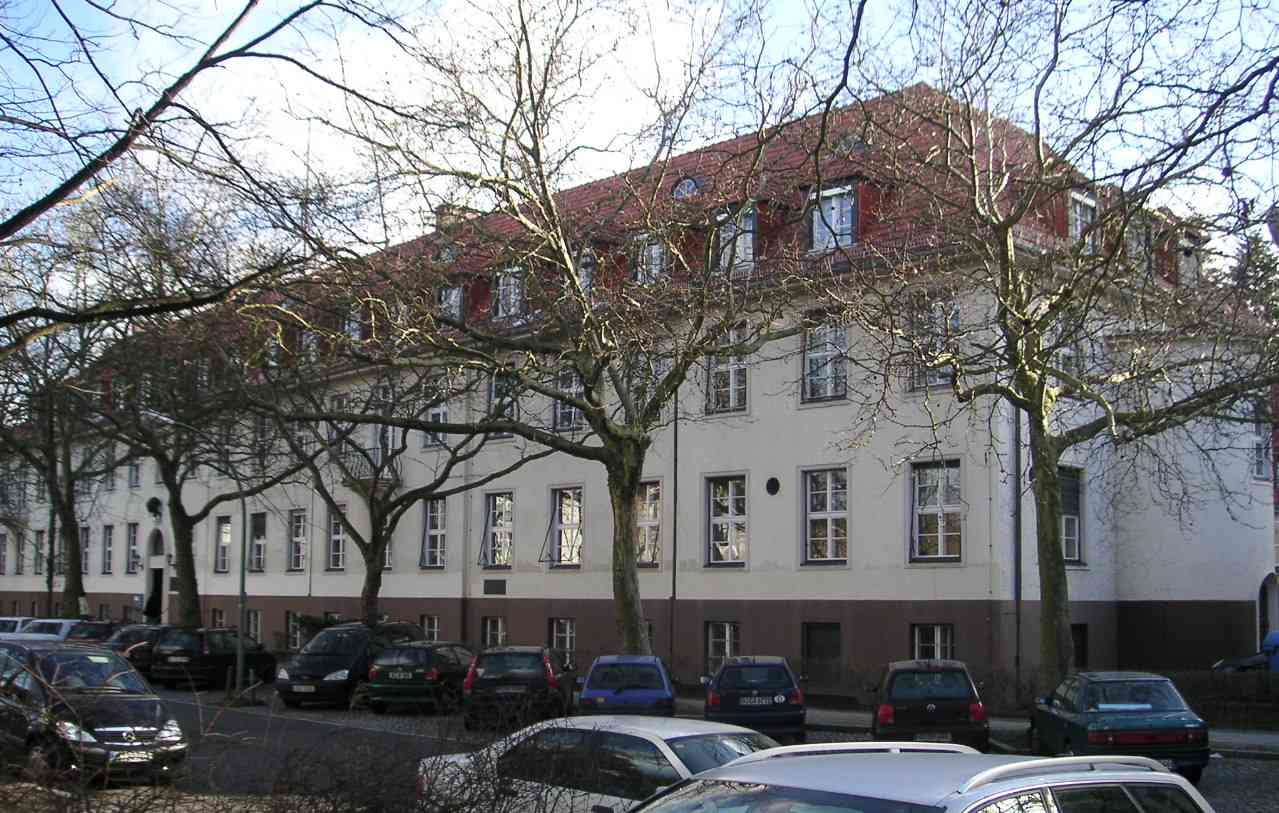
Otto-Suhr-Institut

Otto-Suhr-Institut für Politikwissenschaft (OSI) är ett renommerat institut på Freie Universität i Berlin och den största statsvetenskapliga inrättningen i Tyskland. Institutet är en del av fakulteten för statsvetenskap och sociologi. Otto-Suhr-Institut har fått sitt namn efter borgmästaren Otto Suhr. 
Otto-Suhr-Institut bildades 1959 men har en föregångare i Deutsche Hochschule für Politik som grundades 1920. 